# Słupca
Słupca (udtale: [ˈswupt͡sa])  er en by i den østlige/centrale del af  voivodskabet Storpolen i  den vestlige centrale del af Polen. Byen   har 13.353(2021) indbyggere og et areal på 10,31  km², og administrationsby i   powiatet Słupca. 

## Historie
Historien om Słupca går tilbage til middelalderen. Den 15. november 1290 tildelte den polske hertug Przemysł 2. Słupca byrettigheder, som blev fornyet i 1296; denne gang fik Słupca en række nye privilegier. Den var da beboet af omkring 1000 mennesker. Den 11. november 1314 gav kong Vladislav 1. af Polen Slupca et privilegium til at etablere en møntproduktion. Siden 1314 har byen været beliggende i Kalisz voivodskab i det polske kongerige. I 1331 blev byen plyndret og brændt ned af de Teutoniske Riddere. En bymur  på 1100 meter blev bygget mellem 1375 og 1382. Under trettenårskrigen (1454-1466) sendte byen Slupca 20 riddere ligesom de 9 andre største byer i Storpolen. I slutningen af det 15. århundrede var Słupca beboet af omkring 2000 mennesker. Under den svenske besættelse af Polen blev byen plyndret flere gange, og efter Polens anden deling i 1793 blev den annekteret af Kongeriget Preussen. I 1794 var den base for den polske Kościuszko-opstand.
I 1807 blev Słupca en del af det kortvarige polske Hertugdømmet Warszawa og efter Wienerkongressen i 1815 blev det en del af Kongrespolen, senere tvangsannekteret af Det Russiske Kejserrige. Ved begyndelsen af det 19. århundrede blev forsvarsmurene revet ned. I det 19. århundrede var der økonomisk vækst på grund af Słupcas placering på ruten til Berlin.
Under 1. verdenskrig blev byen erobret af den  tyske hær  den 2. august 1914. Under den efterfølgende tyske besættelse var lokalbefolkningen udsat for økonomisk udnyttelse, rekvisitioner af varer og deportationer til tvangsarbejde i Tyskland. Den lokale befolkning organiserede en modstandsbevægelse, herunder en lokal enhed af den hemmelige polske militærorganisation.

## Galleri
- Sankt Lawrence kirke
- Gamle huse i centrum
- Regional Museum
- Sankt Leonard kirke
- Kro
- Monument for faldne for Polens frihed